# Буријано (Гросето)
Буријано (итал. Buriano) је насеље у Италији у округу Гросето, региону Тоскана.
Према процени из 2011. у насељу је живело 257 становника. Насеље се налази на надморској висини од 206 м.